# Pattegrisens nærmiljø
|  | Denne artikel er oprettet af botten Steenthbot ud fra en ekstern database. Den kan derfor have sproglige fejl eller mangler. Denne skabelon kan fjernes efter kontrol af indholdet. |

Pattegrisens nærmiljø er en dansk dokumentarfilm fra 1980 instrueret af Jens Thøgersen.

## Handling
Om pattegrisen fra fødsel til fravænning. Filmen indkredser de miljømæssige forhold, der påvirker dens udvikling.